# Cintray (Eure)
Cintray is een plaats en voormalige gemeente in het Franse departement Eure in de regio Normandië en telt 361 inwoners (1999).
Op 1 januari 2016 werd Cintray als zelfstandige gemeente opgeheven en aangehecht bij Breteuil. Deze gemeente maakt deel uit van het arrondissement Évreux.

## Geografie
De oppervlakte van Cintray bedraagt 16,3 km², de bevolkingsdichtheid is 22,1 inwoners per km².
De onderstaande kaart toont de ligging van Cintray (Eure) met de belangrijkste infrastructuur en aangrenzende gemeenten.

## Demografie
Onderstaande figuur toont het verloop van het inwonertal (bron: INSEE-tellingen).